# Gelumbang (Manna)
Gelumbang is een bestuurslaag in het regentschap Bengkulu Selatan van de provincie Bengkulu, Indonesië. Gelumbang telt 651 inwoners (volkstelling 2010).